# Пророк
 Тази статия е за религиозния персонаж.  За филма вижте Пророк (филм).  
Пророк е човек, призован от Бог да известява неговата воля на вярващия народ. Мъже и жени, считани за пророк от една или друга вяра: Мойсей, Авраам, Даниил, Самуил, Йона, Исаия, Йов, Иеремия, Амос, Илия, Малахия, Мохамед, Ной, Исус, Лот, Уовока.

## Тълкуване от различни религиозни и обществени групи

### Църквата на Исус Христос на светиите от последните дни
Пророк е човек, който е призован от Бога и говори от Негово име  или има мисия на Земята с име, дадено от Него. Като вестител на Бога, пророкът получава заповеди, пророчества и откровения от Бога. Задачата му знаят много малко същества. На някои от тях са възложени мисии. На други пророчества, лековити сили, много дарби...Пророкът разобличава греха и предсказва неговите последици. Той е проповедник на праведността. Повечето от тях страдат на Земята. При пророците с мисии–те са свързани с известни личности, които са загинали и са в Рая. Близките на личностите са живи и тъгуват за тях. Пророците се борят срещу злините около живите с помощта на Бог. След определено от Бога време пророците и близките на личностите умират...